# 21459 Chrisrussell
21459 Chrisrussell (tên chỉ định: 1998 HS51) là một tiểu hành tinh vành đai chính. Nó được khám phá thông qua Chương trình nghiên cứu đối tượng gần Trái Đất của đài thiên văn Lowell ở Anderson Mesa Station ở Coconino County, Arizona, ngày 30 tháng 4 năm 1998. Nó được đặt theo tên Christopher T. Russell, một giáo sư of geophysics và planetary physics ở University of California, Los Angeles.